# Campeonato Europeo de Natación de 1985
El XVII Campeonato Europeo de Natación se celebró en Sofía (Bulgaria) entre el 4 y el 11 de agosto de 1985 bajo la organización de la Liga Europea de Natación (LEN) y la Federación Búlgara de Natación. El torneo de waterpolo femenino se realizó en Oslo (Noruega) del 12 al 18 de agosto.

## Resultados de natación

### Masculino
| Evento                   | Oro                                  | Plata                               | Bronce                               |
| ------------------------ | ------------------------------------ | ----------------------------------- | ------------------------------------ |
| 100 m libre              | Stéphan Caron Francia 50,20          | Jörg Woithe RDA 50,38               | Stefan Volery · Suiza · 50,70        |
| 200 m libre              | Michael Groß RFA 1:47,95             | Sven Lodziewski RDA 1:49,99         | Tommy Werner · Suecia · 1:50,04      |
| 400 m libre              | Uwe Daßler RDA 3:51,52               | Sven Lodziewski RDA 3:51,54         | Rainer Henkel RFA 3:51,79            |
| 1500 m libre             | Uwe Daßler RDA 15:08,56              | Rainer Henkel RFA 15:10,34          | Stefan Pfeiffer RFA 15:20,67         |
| 100 m espalda            | Igor Polianski URSS 55,24            | Dirk Richter RDA 56,02              | Sergei Zabolotnov URSS 56,88         |
| 200 m espalda            | Igor Polianski URSS 1:58,50          | Sergei Zabolotnov URSS 2:01,88      | Frank Baltrusch RDA 2:02,57          |
| 100 m braza              | Adrian Moorhouse Reino Unido 1:02,99 | Rolf Beab RFA 1:03,38               | Dmitri Volkov URSS 1:03,59           |
| 200 m braza              | Dmitri Volkov URSS 2:19,53           | Alexandre Yokochi Portugal 2:19,63  | Etienne Dagon · Suiza · 2:19,69      |
| 100 m mariposa           | Michael Groß RFA 54,02               | Andrew Jameson Reino Unido 54,30    | Marcel Gery Checoslovaquia 54,86     |
| 200 m mariposa           | Michael Groß RFA 1:56,65             | Benny Nielsen Dinamarca 1:58,80     | Frank Drost · Países Bajos · 2:00,16 |
| 200 m cuatro estilos     | Tamás Darnyi · Hungría · 2:03,23     | Josef Hladký Checoslovaquia 2:04,13 | Peter Bermel RFA 2:04,47             |
| 400 m cuatro estilos     | Tamás Darnyi · Hungría · 4:20,70     | Vadim Yaroshchuk URSS 4:21,54       | Raik Hannemann RDA 4:26,33           |
| 4 X 100 m libre          | RFA 3:22,18                          | RDA 3:22,32                         | Suecia · 3:22,41                     |
| 4 X 200 m libre          | RFA 7:19,23                          | Suecia · 7:25,69                    | Países Bajos · 7:32,82               |
| 4 X 100 m cuatro estilos | RFA 3:43,59                          | RDA 3:45,35                         | Italia · 3:46,09                     |

### Femenino
| Evento                   | Oro                               | Plata                                | Bronce                                    |
| ------------------------ | --------------------------------- | ------------------------------------ | ----------------------------------------- |
| 100 m libre              | Heike Friedrich RDA 55,71         | Manuela Stellmach RDA 55,77          | Conny van Bentum · Países Bajos · 56,33   |
| 200 m libre              | Heike Friedrich RDA 1:59,55       | Manuela Stellmach RDA 1:59,58        | Vania Argirova Bulgaria 2:02,62           |
| 400 m libre              | Astrid Strauß RDA 4:09,22         | Anke Möhring RDA 4:10,55             | Elena Dendeberova URSS 4:14,44            |
| 800 m libre              | Astrid Strauß RDA 8:32,45         | Sarah Hardcastle Reino Unido 8:32,57 | Anke Möhring RDA 8:40,82                  |
| 100 m espalda            | Birte Weigang RDA 1:02,16         | Kathrin Zimmermann RDA 1:02,60       | Natalia Shibayeva URSS 1:03,12            |
| 200 m espalda            | Cornelia Sirch RDA 2:10,89        | Kathrin Zimmermann RDA 2:12,43       | Jolanda de Rover · Países Bajos · 2:15,06 |
| 100 m braza              | Sylvia Gerasch RDA 1:08,62        | Silke Hörner RDA 1:08,95             | Tania Bogomilova Bulgaria 1:09,56         |
| 200 m braza              | Tania Bogomilova Bulgaria 2:28,57 | Sylvia Gerasch RDA 2:29,02           | Silke Hörner RDA 2:29,82                  |
| 100 m mariposa           | Kornelia Greßler RDA 59,46        | Birte Weigang RDA 1:00,45            | Tatiana Kurnikova URSS 1:01,73            |
| 200 m mariposa           | Jacqueline Alex RDA 2:11,78       | Kornelia Greßler RDA 2:11,87         | Petra Zindler RFA 2:14,62                 |
| 200 m cuatro estilos     | Kathleen Nord RDA 2:16,06         | Sonia Blagova Bulgaria 2:17,35       | Susanne Börnicke RDA 2:17,95              |
| 400 m cuatro estilos     | Kathleen Nord RDA 4:47,08         | Cornelia Sirch RDA 4:48,73           | Sonia Blagova Bulgaria 4:50,69            |
| 4 X 100 m libre          | RDA 3:44,48                       | RFA 3:47,38                          | Países Bajos · 3:48,59                    |
| 4 X 200 m libre          | RDA 8:03,82                       | Países Bajos · 8:15,14               | Suecia · 8:15,15                          |
| 4 X 100 m cuatro estilos | RDA 4:06,93                       | URSS 4:11,32                         | Bulgaria 4:11,92                          |

### Medallero
| Núm. | País           | Oro | Plata | Bronce | Total |
| ---- | -------------- | --- | ----- | ------ | ----- |
| 1    | RDA            | 16  | 16    | 5      | 37    |
| 2    | RFA            | 6   | 3     | 4      | 13    |
| 3    | URSS           | 3   | 3     | 5      | 11    |
| 4    | Hungría        | 2   | 0     | 0      | 2     |
| 5    | Reino Unido    | 1   | 2     | 0      | 3     |
| 6    | Bulgaria       | 1   | 1     | 4      | 6     |
| 7    | Francia        | 1   | 0     | 0      | 1     |
| 8    | Países Bajos   | 0   | 1     | 5      | 6     |
| 9    | Suecia         | 0   | 1     | 3      | 4     |
| 10   | Checoslovaquia | 0   | 1     | 1      | 2     |
| 11   | Dinamarca      | 0   | 1     | 0      | 1     |
| 11   | Portugal       | 0   | 1     | 0      | 1     |
| 13   | Suiza          | 0   | 0     | 2      | 2     |
| 14   | Italia         | 0   | 0     | 1      | 1     |
|      | TOTAL          | 30  | 30    | 30     | 90    |

## Resultados de saltos

### Masculino
| Evento          | Oro                              | Plata                               | Bronce                             |
| --------------- | -------------------------------- | ----------------------------------- | ---------------------------------- |
| Trampolín 3 m   | Nikolai Droshin URSS 635,52 pts. | Petar Georgiev Bulgaria 604,98 pts. | Dieter Dörr RFA 592,89 pts.        |
| Plataforma 10 m | Thomas Knuths RDA 581,46         | Albin Killat RFA 579,63             | Domenico Rinaldi · Italia · 561,30 |

### Femenino
| Evento          | Oro                                  | Plata                           | Bronce                       |
| --------------- | ------------------------------------ | ------------------------------- | ---------------------------- |
| Trampolín 3 m   | Zhanna Tsirulnikova URSS 514,32 pts. | Irina Sidorova URSS 476,70 pts. | Brita Baldus RDA 471.02 pts. |
| Plataforma 10 m | Anzhela Stasiulevich URSS 414,27     | Ramona Pätow-Wenzel RDA 400,62  | Alla Lobankina URSS 388,95   |

### Medallero
| Núm. | País     | Oro | Plata | Bronce | Total |
| ---- | -------- | --- | ----- | ------ | ----- |
| 1    | URSS     | 3   | 1     | 1      | 5     |
| 2    | RDA      | 1   | 1     | 1      | 3     |
| 3    | RFA      | 0   | 1     | 1      | 2     |
| 4    | Bulgaria | 0   | 1     | 0      | 1     |
| 5    | Italia   | 0   | 0     | 1      | 1     |
|      | TOTAL    | 4   | 4     | 4      | 12    |

## Resultados de natación sincronizada
| Evento | Oro | Plata | Bronce |
| ------ | --- | --- | --- |
| Solo   | Carolyn Wilson Reino Unido 184,634 pts. | Muriel Hermine Francia 182,467 pts. | Alexandra Worisch · Austria · 180,000 pts. |
| Dúo    | Eva-Maria Edinger · Alexandra Worisch · Austria · 180,642                                                                                  | Muriel Hermine Pascale Besson Francia 179,133                                                                                           | Amanda Dodd Carolyn Wilson Reino Unido 177,767 |
| Equipo | Pascale Besson Anne Capron Catherine Haméon Muriel Hermine Anne-Caroline Mathieu Sylvie Moisson Odile Petit Karine Schuler Francia 171,379 | Nicola Batchelor Georgina Coombs Amanda Dodd Jackie Dodd Allison Garratt Tracy Golding Nicola Shearn Carolyn Wilson Reino Unido 170,192 | Miranda Boerboom · Angelique Friebel · Joanni Janssen · Marion Jansen · Anita van Paassen · Marjolein Philipsen · Marielle van der Heyde · Marjolijn van Kolck · Países Bajos · 167,787 |

### Medallero
| Núm. | País         | Oro | Plata | Bronce | Total |
| ---- | ------------ | --- | ----- | ------ | ----- |
| 1    | Francia      | 1   | 2     | 0      | 3     |
| 2    | Reino Unido  | 1   | 1     | 1      | 3     |
| 3    | Austria      | 1   | 0     | 1      | 2     |
| 4    | Países Bajos | 0   | 0     | 1      | 1     |
|      | TOTAL        | 3   | 3     | 3      | 9     |

## Resultados de waterpolo
| Evento    | Oro          | Plata      | Bronce |
| --------- | ------------ | ---------- | ------ |
| Masculino | URSS         | Yugoslavia | RFA    |
| Femenino  | Países Bajos | Hungría    | RFA    |

## Medallero total
| Núm. | País           | Oro | Plata | Bronce | Total |
| ---- | -------------- | --- | ----- | ------ | ----- |
| 1    | RDA            | 17  | 17    | 6      | 40    |
| 2    | URSS           | 7   | 4     | 6      | 17    |
| 3    | RFA            | 6   | 4     | 7      | 17    |
| 4    | Reino Unido    | 2   | 3     | 1      | 6     |
| 5    | Francia        | 2   | 2     | 0      | 4     |
| 6    | Hungría        | 2   | 1     | 0      | 3     |
| 7    | Bulgaria       | 1   | 2     | 4      | 7     |
| 8    | Países Bajos   | 1   | 1     | 6      | 8     |
| 9    | Austria        | 1   | 0     | 1      | 2     |
| 10   | Suecia         | 0   | 1     | 3      | 4     |
| 11   | Checoslovaquia | 0   | 1     | 1      | 2     |
| 12   | Dinamarca      | 0   | 1     | 0      | 1     |
| 12   | Portugal       | 0   | 1     | 0      | 1     |
| 14   | Yugoslavia     | 0   | 1     | 0      | 1     |
| 15   | Suiza          | 0   | 0     | 2      | 2     |
| 15   | Italia         | 0   | 0     | 2      | 2     |
|      | TOTAL          | 39  | 39    | 39     | 117   |